# 국방부 유해발굴감식단
국방부 유해발굴감식단(國防部 遺骸發掘鑑識團, MND Agency for KIA Recovery & Identification, 약칭: 국유단)은 6.25 전쟁 전사자 유해의 조사·발굴 및 신원 확인 등에 관한 업무를 수행하기 위하여 설치된 대한민국 국방부의 직할기관이다. '그들을 조국의 품으로'라는 모토 하에 활동중이다.

## 설립 근거
- 6·25 전사자유해의 발굴 등에 관한 법률[1]

## 연혁
- 2000년 4월, '6·25전쟁 50주년 기념사업' 일환으로 한시적 시작
- 2003년 7월, 사업 지속추진 결정(호국보훈 관계장관 회의). 육군본부 내 전담조직 편성(전사자 유해발굴과 5명, 유해발굴반 18명)
- 2005년 6월, 전사자 유해발굴 사업 영구추진, 조직보강(관계장관 회의)
- 2007년 1월, 국방부 유해발굴감식단 창설 제정. 사업주관부서 육군본부→국방부로 전환
- 2008년 3월, '6·25 전사자 유해발굴 등에 관한 법률' 제정. 국가 영구사업으로서 법적 뒷받침
- 2008년 8월, 한·미 유해발굴 협력을 위한 양해각서 체결(미 JPAC)
- 2008년 12월, '2008년 정부 정책품질 우수사업'으로 선정
- 2009년 1월, 국방부 유해발굴감식단 신청사 개관(국립서울현충원 내). 과학적, 체계적 감식여건 마련
- 2009년 5월, 범정부차원 협력체제 구축(국무총리 훈령 제 535호). 관련부처, 기관대상 협의체 구성(10개 부처, 국방차관 주관)
- 2010년 12월, 6·25 전사자 종합정보체계(KIATIS) 개발, 전력화
- 2011년 8월, 한·미 유해발굴 협력을 위한 양해각서(MOU), 운영예규(SOP) 체결(미 JPAC)
- 2012년 2월, 한·미 전사자 신원확인 공동 심포지엄 개최. 미국 애틀랜타(11개국, 200여명 참가)
- 2012년 7월, 리비아 실종자 확인 지원팀 파견
- 2013년 5월, 전사자 유해발굴사업 국정과제 선정(국무회의)
- 2013년 11월, 6·25전쟁 참전 벨기에군 실종자 지원 MOU 체결
- 2014년 3월 / 2015년 3월, 중국군 유해(505구) 송환
- 2015년 9월, 한·베트남 베트남전 실종자 유해발굴 협력 회의록 체결
- 2015년 11월, 한·미 유해발굴 협력 관련 MOA 체결
- 2016년 1월, 처부 개편(계획과, 지원과 → 계획운영과로 통합, 대외협력과 신설)
- 2016년 3월, 중국군 유해(36구) 송환
- 2016년 4월, 한·미 전사자 상호 봉환 행사(국군:15위, 미군:2위)
- 2016년 8월, 처부 개편(감식과 → 중앙감식소로 분리, 조사과 유가족찾기팀 → 유가족관리과 승격)
- 2017년 11월, '최초 해외(하와이)거주 참전용사 대상 증언 청취/사업설명회'
- 2018년 9월, '9·19 남북군사합의’서 화살머리고지 남북공동유해발굴 추진 합의
- 2018년 12월, 화살머리고지 남북공동유해발굴을 위한 여건 조선 (지뢰·폭발물 제거, MDL 관통 도로 개설) 완료
- 2019년 4월, 화살머리고지 MDL 이남 지역 추가 지뢰 제거 및 기초발국 작업 진행
- 2019년 4월, 「6·25 전사자 유해의 발굴 등에 관한 법률 시행령(대통령령 제 27083호)」개정 법령 공포
- 2020년 6월, '미 DPAA 보관 국 전사자 유해 봉환'

## 구성
- 단장
  - 계획운영과: 유해발굴 사업관련 방침 / 지침 수립, 부대운영 총괄 업무 / 조정, 통제
  - 조사과: 전사연구 및 제보에 의한 조사 / 유해 발굴에 관한 전반적 정보 제공
    - 기록분석팀, 유해탐사팀

  - 발굴과: 지역별 선정된 발굴지역 발굴가능여부판단, 발굴 / 수습 조정 통제
    - 지역대 예하 각각 전문발굴팀(8개팀) 및 군단발굴팀(23개팀)

  - 유가족관리과: 6·25전사자 신원확인, 유가족 유전자 시료채취 관리 및 자료분석 / 유가족 찾기 탐문 활동 / 유해, 유품 보관 및 관리
  - 대외협력과: 대외 유관기관 교류협력 및 업무 조정, 통제
  - 중앙감식소: 유해 / 유품의 전문감식을 통한 전사자 신원확인 자료 구축, DNA검사를 통한 신원확인 및 후속조치
    - 전문감식관: 관련학과 석·박사
    - 감식병: 입대전 관련학과 전공자

  - 본부대
    - 영현소대: 국립묘지 안장 행사 지원

## 유해발굴 추진 절차
- 1단계: 발굴준비
  - 전투기록 분석 및 지역주민 / 참전용사 증언 확보
  - 현장답사 / 발굴가능지역 결정
    - 전투현장답사, 개인호·교통호·유품 등 주변정황 분석

  - 행정관서 / 토지 소유주 등 발굴예정지역 협조
- 2단계: 발굴 / 수습
  - 문화재 발굴기법 적용 정밀발굴, 기록
    - 정성과 예를 다한 발굴, 수습

  - 피아 식별(유품, 기록, 증언, 정황분석)
  - 한국 전통방식에 따라 입관, 태극기 포장
    - 지역단위 영결식 거행: 군(사)단장 주관
- 3단계: 신원확인
  - 유해감식: 성별, 나이, 사망원인, 인종감식 등
    - 기초감식(현장 임시감식소): 성별, 연령 등 육안 감식 위주→정밀감식(중앙감식소): 정밀장비를 사용한 과학적 감식

  - 전사자·유가족 탐문, 유가족 유전자 시료 채취
  - 유전자(DNA) 검사: 유해와 유가족 간 비교(친족관계 확인)
    - 감식결과 DB 구축, 관리
- 4단계: 후속조치
  - 국군전사자
    - 신원 확인: 화장 후 현충원 안장
    - 신원 미확인: 중앙감식소 보관(신원 확인 시 까지)

  - 기타
    - 우방군(UN군) 유해: 해당국 인계
    - 북한군 유해: 임시매장 / 중국군 유해: 매년 인계

## 중앙감식소(CIL)
- 인력: 13명(민간 석·박사급)
- 연간 1,000구 이상 전사자 인골, 유품 분석
- 세계 최다 아시아 인골 소장 연구소(6천여구 이상)
- 첨단 시스템에 의해 분석된 인골에 대한 데이터베이스 구축

## 유전자 검사 절차
- 1단계 : 시료채취
  - 체취대상: 전사자의 친·외가 8촌까지 가능
    - 전국보건소, 군 병원 (*보건소/지소, 군 병원 방문 시 무료건강검진 제공(당뇨, 간 기능 등 30여 항목)
    - 3차원 스캐너, 비교분광기, 치아 X-RAY 등 정밀 감식 장비 활용
    - 유해발굴감식단 직접 방문
    - 전화(유전자 채취키트를 자택으로 우편 발송)

  - 지참서류: 전사자 제적등본, 유족증, 전사통지서 등 (택1)
- 2단계: 유전자 검사
  - 발굴 유해와 유가족 유전자 비교분석
  - 검사 소요 기간: 10개월 내외 (시료 상태 및 여건에 따라 최대 12개월까지 소요)
- 3단계: 결과 통보
  - 1차: 채취 후 10개월~12개월 후 (자택통보)
  - 이후: 연 2회 지속 통보 (전, 후반기 구분)
- 4단계: 검사 후 조치
  - 신원 확인 시: 정중한 예(禮)를 갖춰 유가족 통보 후 국립현충원 안장
  - 미확인 시: 향후 발굴되는 유해와 지속적으로 비교분석 (유전자 자료 영구 존안)

## 추진실적
- 국군전사자 발굴: 10,543구(2020년 6월 15일 기준)
  - 총 계: 12,071구
  - 아군
    - 국군: 10,543구
    - UN군: 19구
    - 소계: 10,562구

  - 북한 / 중국군
    - 북한: 738구
    - 중국군: 771구
    - 소계: 1,509구
- 유가족 유전자 시료 채취: 56,747명(2020년 6월 30일 기준)
  - 채취장소: 전국 보건소(254개소), 군병원(18개소), 지역 예비군부대
    - 필요시 우편, 자가방문 채취 병행
- 신원확인 전사자: 142명
  - 향후 발굴유해 / 유가족 시료채취량 누적으로 대폭 향상 전망

## 실종자 확인을 위한 국제적 협력
- 한·미 유해발굴 협력체계 구축
  - 유해발굴 관련 양해각서(MOU) 체결: 2008년 8월(개정: 2011년 8월)
  - 정례 협조회의를 통한 유해발굴 현안 협력: 연 2회
    - 유해발굴 관련 주요 현안 토의 / 협력

  - 공동 조사·발굴·감식 활동: 연 2~3회
    - 공동감식(JFR): 3주 / 연 2회 이상

  - 유엔군사령부 관계자 20여 명 초청 '6·25 전사자 유해발굴사업' 소개 (19.05.14.)
- 기타 한국전 참전국과의 교류
  - 해당국 추정유해 관련 긴밀한 협력(프랑스, 영국, 호주 등)
  - 한국 내 유해발굴 추진관련 지원, 협조(요청시)
    - 한-베트남 유해발굴 협력 추진 합의 (17.09.15)
    - 한-호주 한국전쟁 실종자 관련 협력에 대한 양해각서(MOU)’ 체결 (19.12.10.)
- 미국 법과학회(AAFS) 주최 국제 학술대회 참가(2012년 2월, 미국 애틀랜타)
  - 전 세계 법과학 관련 연구자를 대상으로 한국의 유해발굴 사업 홍보
  - 법과학 및 체질인류학 관련 최근 연구경향 확인 / 학술적 교류
    - 포스터 발표(한국전쟁 전사자 유해의 인류학적 분석)
- 한·미 전사자 신원확인 공동 심포지엄(2012년 2월, 미국 애틀랜타)
  - 주최: 미 JPAC, 국방부 유해발굴감식단
    - 11개국 200여 명의 학자 참석

  - 전사자 신원확인 연구의 공동연구 기틀 마련
  - 유해감식 연구분야 전문성 향상 기여
  - 이후 국제적인 심포지엄 확대예정(정례화 추진)

## 2020년 발굴 계획
- 기간: 2020년 5월 6일~11월 말 (당초 3월 예정이었으나 코로나바이러스감염증-19로 인해 연기)
- 지역: 강원도 양구 등 7개 지역을 시작으로 전국 36개 지역에서 전개
- 투입인력: 36개 사(여)단
  - 전반기 (5~7월) 육군 1, 8, 12, 15, 21사단 등 총 19개 부대
  - 후반기 (9~11월) 육군 3, 6, 7, 9사단, 해병1사단 등 총 17개 부대